# Vladimir Osnač
Vladimir Osnač (* 25. července 1988 Riga) je bývalý lotyšský zápasník–judista a sambista ruského původu.

## Sportovní kariéra
S judem/sambem začínal v rodné Rize v klubu Satori pod vedením svého otce Alexandra. V lotyšské mužské judistické reprezentaci se pohyboval od roku 2008 v těžké váze nad 100 kg. Společně s Jevgenijem Borodavkem patřil k příslibům lotyšského juda, ale jeho sportovní kariéru prakticky ukončila vážná dopravní nehoda ze srpna 2011 v tureckém Istanbulu.
V roce 2012 mu přesto kvalifikační body stačily na přímou kvalifikaci na olympijské hry v Londýně, které se kvůli dlouhé rekonvalescenci nemohl účastnit. Do lotyšské reprezentace se vrátil krátce v roce 2015, ale po slabých výkonech předčasně vzdal možnost kvalifikovat se na olympijské hry v Riu v roce 2016.

### Vítězství
- 2010 - 1x světový pohár (Minsk)

## Výsledky
| Turnaj             | 2003           | 2004           | 2005           | 2006           | 2007           | 2008           | 2009       | 2010       | 2011       | 2012       | 2013       | 2014       | 2015       |
| Turnaj             | 15             | 16             | 17             | 18             | 19             | 20             | 21         | 22         | 23         | 24         | 25         | 26         | 27         |
| Turnaj             | polotěžká váha | polotěžká váha | polotěžká váha | polotěžká váha | polotěžká váha | polotěžká váha | těžká váha | těžká váha | těžká váha | těžká váha | těžká váha | těžká váha | těžká váha |
| ------------------ | -------------- | -------------- | -------------- | -------------- | -------------- | -------------- | ---------- | ---------- | ---------- | ---------- | ---------- | ---------- | ---------- |
| Olympijské hry     |                | —              |                |                |                | —              |            |            |            | —          |            |            |            |
| Mistrovství světa  | —              |                | —              |                | —              |                | úč.        | úč.        | —          |            | —          | —          | úč.        |
| Evropské hry       |                |                |                |                |                |                |            |            |            |            |            |            | —          |
| Mistrovství Evropy | —              | —              | —              | —              | —              | úč.            | úč.        | úč.        | úč.        | —          | —          | —          | —          |
| ME do 23 let       | —              | —              | —              | úč.            | 5.             | úč.            | 7.         | —          |            |            |            |            |            |
| MS juniorů         |                | —              |                | úč.            |                |                |            |            |            |            |            |            |            |
| ME juniorů         | —              | —              | 7.             | úč.            | 3.             |                |            |            |            |            |            |            |            |
| ME dorostenců      | 3.             | 5.             |                |                |                |                |            |            |            |            |            |            |            |